# Cadre-47/2-Weltmeisterschaft 1973

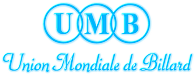
Logo UMB (ausrichtender Verband)

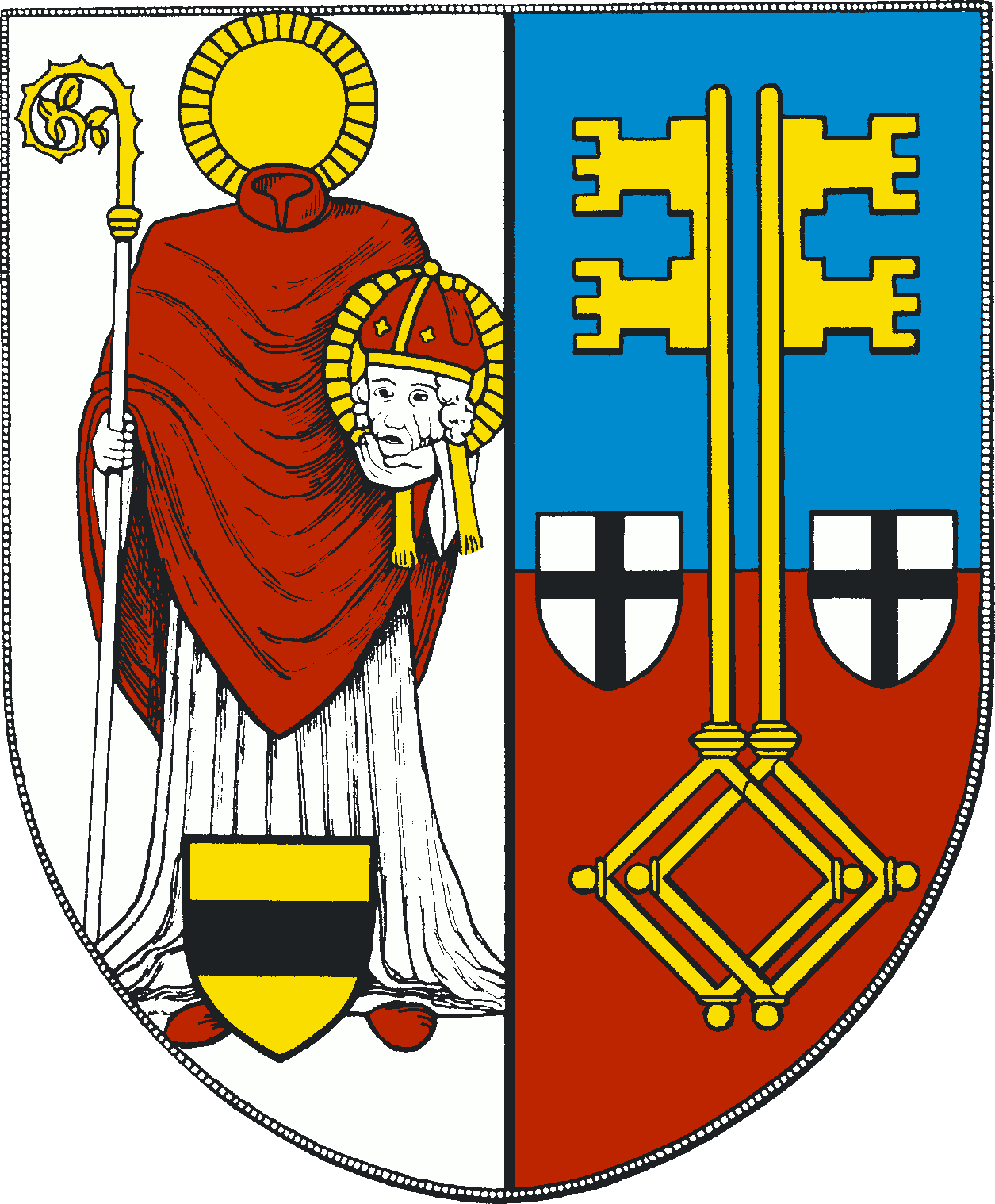
Veranstaltungsort: Krefeld

Die Cadre-47/2-Weltmeisterschaft 1973 war die 40. Weltmeisterschaft, die bis 1947 im Cadre 45/2 und ab 1948 im Cadre 47/2 ausgetragen wurde. Das Turnier fand vom 24. bis zum 27. Mai 1973 in Krefeld statt. Es war die vierte Cadre 47/2(45/2) Weltmeisterschaft in Deutschland.

## Geschichte
Eine sehr gut organisierte Weltmeisterschaft wurde vom Niederländer Hans Vultink gewonnen. Es hätte auch nach 41 Jahren wieder einen Deutschen Weltmeister geben können. Vultink verlor seine Partie im fünften Durchgang gegen Roland Dufetelle in drei Aufnahmen. So kam es im siebten und damit letzten Durchgang zum Duell zwischen Dieter Müller und Hans Vultink. Müller reichte ein Unentschieden zum Titel. Er führte in der dritten Aufnahme mit 290:232. Dann beendete Vultink mit einer Schlussserie von 168 die Partie und gewann damit seinen ersten Titel im Cadre 47/2. In der Partie gegen den Argentinier Emilio Yazbek gewann Vultink die Partie in einer Aufnahme und egalisierte damit den Weltrekord im besten Einzeldurchschnitt (BED). Den Weltrekord in der prolongierten Serie verpasste er knapp. Dieser Rekord wurde von  Ludo Dielis mit 772 Punkten gehalten. Vultink schaffte nur 735 Punkte prolongiert.

## Turniermodus
Es wurde im Round Robin System bis 400 Punkte gespielt. Bei MP-Gleichstand wird in folgender Reihenfolge gewertet:
1. MP = Matchpunkte
2. GD = Generaldurchschnitt
3. HS = Höchstserie

## Abschlusstabelle
| MP    | Match Points (Sieger = 2; Unentschieden = 1; Verlierer = 0) |
| Pkte. | Erzielte Karambolagen                                       |
| Aufn. | Benötigte Versuche                                          |
| GD    | Generaldurchschnitt                                         |
| BED   | Bester Einzeldurchschnitt eines Spielers                    |
| HS    | Höchstserie                                                 |
|       | Bester GD des Turniers                                      |
|       | Bester ED des Turniers                                      |
|       | Beste HS des Turniers                                       |
|       | 1. Platz (Gold)                                             |
|       | 2. Platz (Silber)                                           |
|       | 3. Platz (Bronze)                                           |

| Platz                      | Name             | MP   | Pkte. | Aufn. | GD    | BED    | HS  |
| -------------------------- | ---------------- | ---- | ----- | ----- | ----- | ------ | --- |
| 1                          | Hans Vultink     | 12:2 | 2423  | 28    | 86,53 | 400,00 | 735 |
| 2                          | Dieter Müller    | 12:2 | 2690  | 35    | 76,85 | 133,33 | 361 |
| 3                          | Roland Dufetelle | 10:4 | 2623  | 45    | 58,28 | 133,33 | 380 |
| 4                          | José Galvez      | 6:8  | 1836  | 35    | 52,45 | 133,33 | 305 |
| 5                          | Klaus Hose       | 6:8  | 2336  | 60    | 38,93 | 66,66  | 195 |
| 6                          | André Burgener   | 4:10 | 1593  | 54    | 29,50 | 30,76  | 134 |
| 7                          | Kōya Ogata       | 4:10 | 1483  | 54    | 27,46 | 40,00  | 180 |
| 8                          | Emilio Yazbek    | 2:12 | 1041  | 51    | 20,41 | 50,00  | 161 |
| Turnierdurchschnitt: 44,26 |                  |      |       |       |       |        |     |